# Костешть (комуна, Бузеу)
Костешть, Костешті (рум. Costești) — комуна у повіті Бузеу в Румунії. До складу комуни входять такі села (дані про населення за 2002 рік):
- Будіштень (529 осіб)
- Гомоєшть (270 осіб)
- Грошань (83 особи)
- Костешть (1540 осіб) — адміністративний центр комуни
- П'єтросу (1346 осіб)
- Спетару (1010 осіб)

Комуна розташована на відстані 85 км на північний схід від Бухареста, 12 км на південний захід від Бузеу, 108 км на захід від Галаца, 112 км на південний схід від Брашова.

## Населення
За даними перепису населення 2002 року у комуні проживали 4778 осіб.
Національний склад населення комуни:
| Національність | Кількість осіб | Відсоток |
| -------------- | -------------- | -------- |
| румуни         | 4610           | 96,5%    |
| цигани         | 159            | 3,3%     |
| греки          | 9              | 0,2%     |

Рідною мовою назвали:
| Мова      | Кількість осіб | Відсоток |
| --------- | -------------- | -------- |
| румунська | 4768           | 99,8%    |
| грецька   | 9              | 0,2%     |
| циганська | 1              | < 0,1%   |

Склад населення комуни за віросповіданням:
| Релігія        | Кількість осіб | Відсоток |
| -------------- | -------------- | -------- |
| православні    | 4757           | 99,6%    |
| адвентисти     | 16             | 0,3%     |
| римо-католики  | 2              | < 0,1%   |
| греко-католики | 1              | < 0,1%   |

## Зовнішні посилання
- Дані про комуну Костешть на сайті Ghidul Primăriilor [Архівовано 14 червня 2010 у Wayback Machine.]